# Олевский район
Оле́вский райо́н (укр. Олевський район) — упразднённая административная единица на северо-западе Житомирской области Украины. Административный центр — город Олевск.

## География
Территория — 2248 км². Олевский район расположен в северо-западной части области и относится к украинскому Полесью. Граничит на юге — с Емильчинским и Новоград-Волынским районами области, а на западе — с Рокитновским районом Ровненской области. Район лежит в пределах Полесской низменности. По его территории протекают реки бассейна Днепра: Уборть с притоками Зольня, Перга и другие. Леса занимают 73 % площади района. В районе расположена большая часть Полесского заповедника, заповедник государственного значения — Плотница и шесть памятников природы местного значения. В районе имеются огромные запасы торфа, который используется для производства торфяных брикетов. Таких месторождений начисляется 83, есть также бетонные пески, облицовочный камень, гранит, разновидности кварца, глины.

## История
Центром района является город Олевск. Исторические справки свидетельствуют, что Олевск был основан во второй половине X века Овручским князем Олегом Святославичем. В то время Олевск назывался Олеговым городищем и был важным пунктом древлянской земли. В XVI веке была образована Олевская волость. Район в нынешних границах образован в 1923 году.
17 июля 2020 года Коростенский район поглотил территорию Олевского района.

## Демография
Население района составляет более 47 тыс. человек (данные 2005 г.), в том числе в городских условиях проживают около 16 тыс. Всего насчитывается 60 населённых пунктов.

## Экономика

### Промышленность
Эта отрасль является важной составляющей частью хозяйственного комплекса района. Основным производителем является предприятие металлообработки и машиностроения — ОАО «Завод тракторных нормалей», который обеспечивает коллективные сельхозпредприятия и фермерские хозяйства области культиваторами, рукавами высокого давления к гидросистемам тракторов и сельхозмашин, запасными частями и т. п. Благодаря тому, что на территории района сосредоточена значительная часть буто-щебёночного сырья, на этой базе созданы значительные производственные мощности: ОАО «Озерянский КЗБГК», Олевский щебёночный завод, ЗАО «Гранит», комбинат нерудных ископаемых «Кварц». В районе также есть предприятия пищевой промышленности: ОАО «Олевский хлебозавод», совместное предприятие «Олевский консервно-сушильный завод» по переработке сельскохозяйственной продукции, фруктов, ягод (завод, последние несколько лет, работает только "на бумаге"). Важное место в промышленном потенциале района занимают ОАО «Завод электротехнического фарфора», а также Олевский, Белокоровицкий и межхозяйственный лесхозы.

### Сельское хозяйство
Характерным для района является производство мяса, молока, картофеля, зерна, льна-долгунца, хмеля и т. п. Эта отрасль представлена 19 коллективными сельскохозяйственными предприятиями и одним подсобным хозяйством.

### Строительство
В районе работает 9 строительных организаций. Главным источником инвестиций для строительства остаётся Чернобыльский фонд, на средства которого ведётся строительство объектов социальной сферы и газификация.

### Янтарное месторождение
В 2014 году были найдены колоссальные залежи янтаря. Организована нелегальная добыча.

## Транспорт
Территорию района пересекает одна железнодорожная магистраль с юго-востока на северо-запад: Киев-Ковель. Длина автомобильных дорог общего пользования составляет 397 км.